# Alipiusz (Pohrebniak)
Alipiusz, imię świeckie Wasyl Siemienowicz Pohrebniak (ur. 21 czerwca 1945 w Maliewce, zm. 2 listopada 2021) – arcybiskup Ukraińskiego Kościoła Prawosławnego Patriarchatu Moskiewskiego, wielki schimnik.

## Życiorys
Pochodził z rodziny chłopskiej. Po ukończeniu szkoły średniej podjął pracę w kołchozie, zaś od 1964 do 1966 odbywał zasadniczą służbę wojskową. W 1970 ukończył moskiewskie seminarium duchowne. Jako jego uczeń, w 1968, złożył wieczyste śluby mnisze w ławrze Troicko-Siergijewskiej. W tym samym roku przyjął święcenia na hierodiakona, zaś po dwóch latach na hieromnicha. W 1974 ukończył wyższe studia teologiczne w Moskiewskiej Akademii Duchownej.
Od 1977 do 1984 był proboszczem cerkwi Świętych Piotra i Pawła w Krasnym Łymani (obwód doniecki), zaś od 1984 przez rok – proboszczem cerkwi Narodzenia Matki Bożej w Krestiszczu. W latach 1985–1989 był z kolei proboszczem soboru Opieki Matki Bożej w Woroneżu. Od 1991 na nowo służył w Krasnym Łymanie, otrzymując równocześnie godność archimandryty. 6 października 1991 przyjął chirotonię biskupią z tytułem biskupa donieckiego i słowiańskiego. W roku następnym odmówił podpisania oficjalnej prośby soboru biskupów Ukraińskiego Kościoła Prawosławnego o nadanie mu autokefalii przez Patriarchat Moskiewski. Z tego powodu metropolita kijowski i całej Ukrainy Filaret odsunął go od katedry. W grudniu tego samego roku biskup Alipiusz złożył prośbę o przeniesienie w stan spoczynku, która została przyjęta. W czerwcu 1994 został wyznaczony na biskupa gorłowskiego i słowiańskiego, zaś od maja do września tego samego roku był locum tenens eparchii donieckiej. W 1997 ponownie przeszedł w stan spoczynku, po czym złożył śluby mnisze wielkiej schimy, zachowując to samo imię.
W 2014 został biskupem pomocniczym eparchii gorłowskiej z tytułem biskupa krasnołymańskiego.
W tym samym roku został mianowany arcybiskupem.
Zmarł w 2021 r. Pochowany na terenie monasteru Opieki Matki Bożej w Łymanie.